# Sho Kagami
Sho Kagami (加賀美 翔 Kagami Sho?, nacido el 22 de abril de 1994 en Shizuoka) es un exfutbolista japonés. Jugaba de delantero y su último club fue el Fujieda MYFC de Japón.

## Trayectoria

### Clubes
| Club             | País  | Año         |
| ---------------- | ----- | ----------- |
| Shimizu S-Pulse  | Japón | 2013 - 2016 |
| J. League sub-22 | Japón | 2014 - 2015 |
| Fujieda MYFC     | Japón | 2016        |

## Estadística de carrera

### J. League
| Club             | Año   | J. League | J. League | Copa J. League | Copa J. League | Total | Total |
| Club             | Año   | Part.     | Goles     | Part.          | Goles          | Part. | Goles |
| ---------------- | ----- | --------- | --------- | -------------- | -------------- | ----- | ----- |
| Shimizu S-Pulse  | 2013  | 0         | 0         | 0              | 0              | 0     | 0     |
| Shimizu S-Pulse  | 2014  | 0         | 0         | 0              | 0              | 0     | 0     |
| Shimizu S-Pulse  | 2015  | 1         | 0         | 1              | 1              | 2     | 1     |
| Shimizu S-Pulse  | 2016  | 0         | 0         | -              | -              | 0     | 0     |
| J. League sub-22 | 2014  | 13        | 2         | -              | -              | 13    | 2     |
| J. League sub-22 | 2015  | 1         | 0         | -              | -              | 1     | 0     |
| Fujieda MYFC     | 2016  | 4         | 0         | -              | -              | 4     | 0     |
| Total            | Total | 19        | 2         | 1              | 1              | 20    | 3     |